# Fredrik Andersson
Fredrik Andersson (Svezia, 1975) è un batterista svedese.
Fu membro dal 1998 al 2015 nella band melodic death metal svedese degli Amon Amarth. Attualmente suona anche in un'altra band, sempre sotto l'egida della Metal Blade Records: i This Ending.

## Discografia
con gli Amon Amarth
- 1999 - The Avenger
- 2001 - The Crusher
- 2002 - Versus the World
- 2004 - Fate of Norns
- 2005 - Wrath of the Norsemen
- 2006 - With Oden on our Side
- 2008 - Twilight of the Thunder God
- 2011 - Surtur Rising
- 2013 - Deceiver of the Gods

con i This Ending
- 2006 - Inside the Machine
- 2009 - Dead Harvest